# Czarci Róg
Czarci Róg (słow. Čertov hrb, 2350 m) – urwisty ząb skalny w Grani Baszt, w słowackich Tatrach Wysokich, wyrastający z grani pomiędzy Czarcią Szczerbiną (2341 m) a Szatanią Przełęczą (2323 m). Na wschodnią stronę, do Szataniego Żlebu opada pionową ścianą o wysokości około 30 m. Ku zachodowi, do Doliny Młynickiej, tworzy żebro kończące się około 280 m niżej w widłach dwóch depresji opadających z przełęczy po obydwu stronach Czarciego Rogu (są to częściowo rynny, żleby lub kominy). Żebro to w środkowej części rozszerza się tworząc stromą ścianę czołową. W jej prawej krawędzi jest kilka pionowych uskoków. Lewa krawędź ściany opada do komina. Ścianę tworzy nieco porośnięta trawami płyta.
Czarci Róg to drobna turniczka, przez autorów przewodników wspinaczkowych traktowana jako podrzędne wzniesienie. Po raz pierwszy dokładniej opisał ją Władysław Cywiński w 15. tomie przewodnika Tatry. Grań Baszt. Turnię jako pierwsi zdobyli Günter Oskar Dyhrenfurth i Hermann Rumpelt 13 czerwca 1907, podczas przejścia Grani Baszt. Zimą jako pierwsi grań Piekielnikowej Turni z Czarcim Rogiem pokonali Alfréd Grósz i Zoltán Neupauer 8 lutego 1914.
Drogi wspinaczkowe
1. Granią z Diablej na Szatanią Przełęcz; 0+, I lub III w skali tatrzańskiej (w zależności od wariantu), czas przejścia 20–45 min
2. Zachodnim żebrem; II, miejsca III, 1 godz[2].